# Incheon
Incheon (인천?, IncheonRR, Inch'ŏnMR) pronunciado: [in.tɕʰʌn], oficialmente Ciudad Metropolitana de Incheon (인천광역시?, Incheon-gwangyeoksiRR, Inch'ŏn-gwangyŏkshiMR), es una de las seis ciudades metropolitanas que, junto a las nueve provincias, la ciudad especial y la ciudad autónoma especial, forman Corea del Sur. 
Está ubicada en el extremo noroeste del país, limitando al norte con Corea del Norte (separadas por un estrecho), al este con Seúl y Gyeonggi, y al sur y oeste con el mar Amarillo. Es la tercera ciudad más grande de Corea del Sur, después de Seúl y Busan. Siendo el lugar en donde se ubican el puerto más importante de la costa oeste surcoreana y el aeropuerto más grande del país, Incheon es el centro de transporte más grande de Corea del Sur. 
Los primeros rastros de humanos en la región datan del Neolítico. En tiempos recientes Incheon ha cobrado gran importancia debido a su excelente bahía; cuando el puerto fue fundado en 1883, la ciudad, llamada entonces Jemulpo (제물포) tenía una población de tan solo 4700 habitantes. Hoy en cambio Incheon es una metrópolis de más de 2,5 millones de personas que se ha convertido en un importante centro financiero y corporativo dentro de la Zona Económica Libre de Busan-Jinhae.
Incheon es usualmente mostrada como parte del Área de la Capital Nacional de Seúl debido en parte a su cercanía a la capital y al hecho de que los sistemas de metro de ambas ciudades están conectados. Sin embargo, Incheon es una ciudad completamente independiente de Seúl.

## Divisiones administrativas
La ciudad se divide en 8 distritos (gu) y 2 condados (gun).
- Bupyeong-gu (부평구; 富平區)
- Dong-gu (동구; 東區)
- Gyeyang-gu (계양구; 桂陽區)
- Jung-gu (중구; 中區)
- Michuhol-gu (미추홀구; 彌鄒忽區)
- Namdong-gu (남동구; 南洞區)
- Seo-gu (서구; 西區)
- Yeonsu-gu (연수구; 延壽區)
- Ganghwa-gun (강화군; 江華郡)
- Ongjin-gun (옹진군; 甕津郡)

## Historia
La primera noticia histórica de Incheon es del año 475 d. C. durante el reinado del rey Jangsu de Koguryŏ, en el cual la zona se llamó Michuhol. El área sufrió múltiples cambios en el nombre dado el cambio de reinos y dinastías. El nombre actual fue adaptado en 1413 durante el reinado del rey Taejong de Joseon. El nombre Jemulpo no se usó de manera amplia sino a partir de la apertura del puerto en 1883.
El 15 de septiembre de 1950, durante la guerra de Corea, Incheon fue el foco de la batalla de Incheon, en la cual las tropas estadounidenses llegaron a la ciudad para eliminar la presión sobre el perímetro de Busan y lanzar una contraofensiva Corea del Norte. La nave USS Incheon fue bautizada así en honor a la batalla.
En esta ciudad se encuentra un monumento en honor a los soldados colombianos caídos en la guerra de Corea.
Incheon fue originalmente parte de la provincia de Gyeonggi, pero se le concedió estatus de Ciudad Metropolitana el 1 de julio de 1981.

## Clima
Incheon tiene un clima continental húmedo. El clima de la ciudad es muy parecido al resto de las ciudades de Corea del Sur con inviernos secos y fríos y veranos calientes y húmedos.
| Parámetros climáticos promedio de Incheon (1981-2010) | Parámetros climáticos promedio de Incheon (1981-2010) | Parámetros climáticos promedio de Incheon (1981-2010) | Parámetros climáticos promedio de Incheon (1981-2010) | Parámetros climáticos promedio de Incheon (1981-2010) | Parámetros climáticos promedio de Incheon (1981-2010) | Parámetros climáticos promedio de Incheon (1981-2010) | Parámetros climáticos promedio de Incheon (1981-2010) | Parámetros climáticos promedio de Incheon (1981-2010) | Parámetros climáticos promedio de Incheon (1981-2010) | Parámetros climáticos promedio de Incheon (1981-2010) | Parámetros climáticos promedio de Incheon (1981-2010) | Parámetros climáticos promedio de Incheon (1981-2010) | Parámetros climáticos promedio de Incheon (1981-2010) |
| Mes                                                   | Ene.                                                  | Feb.                                                  | Mar.                                                  | Abr.                                                  | May.                                                  | Jun.                                                  | Jul.                                                  | Ago.                                                  | Sep.                                                  | Oct.                                                  | Nov.                                                  | Dic.                                                  | Anual                                                 |
| ----------------------------------------------------- | ----------------------------------------------------- | ----------------------------------------------------- | ----------------------------------------------------- | ----------------------------------------------------- | ----------------------------------------------------- | ----------------------------------------------------- | ----------------------------------------------------- | ----------------------------------------------------- | ----------------------------------------------------- | ----------------------------------------------------- | ----------------------------------------------------- | ----------------------------------------------------- | ----------------------------------------------------- |
| Temp. máx. media (°C)                                 | 1.7                                                   | 4.4                                                   | 9.6                                                   | 16.1                                                  | 21.3                                                  | 25.4                                                  | 27.6                                                  | 29.0                                                  | 25.5                                                  | 19.7                                                  | 11.8                                                  | 4.7                                                   | 16.4                                                  |
| Temp. media (°C)                                      | −2.1                                                  | 0.3                                                   | 5.1                                                   | 11.3                                                  | 16.4                                                  | 20.9                                                  | 24.0                                                  | 25.2                                                  | 21.1                                                  | 15.0                                                  | 7.6                                                   | 0.9                                                   | 12.1                                                  |
| Temp. mín. media (°C)                                 | −5.4                                                  | −3.1                                                  | 1.7                                                   | 7.6                                                   | 12.8                                                  | 17.6                                                  | 21.5                                                  | 22.4                                                  | 17.5                                                  | 11.0                                                  | 3.9                                                   | −2.6                                                  | 8.7                                                   |
| Precipitación total (mm)                              | 20.6                                                  | 20.8                                                  | 40.5                                                  | 57.7                                                  | 100.3                                                 | 112.0                                                 | 319.6                                                 | 285.8                                                 | 153.5                                                 | 53.4                                                  | 51.0                                                  | 19.3                                                  | 1234.4                                                |
| Días de precipitaciones (≥ 0.1 mm)                    | 6.6                                                   | 5.3                                                   | 6.7                                                   | 7.3                                                   | 8.7                                                   | 9.7                                                   | 14.9                                                  | 12.5                                                  | 8.2                                                   | 6.2                                                   | 8.5                                                   | 7.3                                                   | 101.9                                                 |
| Horas de sol                                          | 178.0                                                 | 181.5                                                 | 204.9                                                 | 219.4                                                 | 231.4                                                 | 203.4                                                 | 156.8                                                 | 191.0                                                 | 197.6                                                 | 211.2                                                 | 168.6                                                 | 171.0                                                 | 2314.9                                                |
| Humedad relativa (%)                                  | 61.5                                                  | 61.8                                                  | 63.4                                                  | 64.1                                                  | 70.3                                                  | 74.8                                                  | 82.2                                                  | 79.1                                                  | 73.1                                                  | 67.3                                                  | 63.9                                                  | 62.0                                                  | 68.6                                                  |
| Fuente: Korea Meteorological Administration           |                                                       |                                                       |                                                       |                                                       |                                                       |                                                       |                                                       |                                                       |                                                       |                                                       |                                                       |                                                       |                                                       |